# Frankolin indyjski
Frankolin indyjski (Ortygornis pondicerianus) – gatunek średniej wielkości azjatyckiego ptaka z rodziny kurowatych (Phasianidae). Osiadły.

## Systematyka
Wyróżniono kilka podgatunków O. pondicerianus:
- O. pondicerianus mecranensis – południowy Iran i południowy Pakistan.
- O. pondicerianus interpositus – wschodni Pakistan, północne Indie, Nepal.
- O. pondicerianus pondicerianus – południowe Indie, Sri Lanka.

## Charakterystyka

### Morfologia
Wygląd zewnętrzny: Stosunkowo jednolite, gęsto prążkowane upierzenie. Płowe gardło. W locie charakterystyczne rude zewnętrzne sterówki. Samica różni się od samca brakiem ostróg. Młode mają mniej wyraźny rysunek głowy.
Rozmiary: długość ciała: 33–35 cm
Masa ciała: samiec ok. 270 g, samica ok. 230 g

## Występowanie

### Środowisko
Wybiera suche tereny trawiaste i zarośla, często w pobliżu upraw.

### Zasięg występowania
Południowa Azja, od Omanu poprzez Iran, Pakistan, Indie i Sri Lankę po Nepal.
Introdukowany na Amirantach, Mauritiusie, Rodriguesie, Reunionie, Seszelach i Hawajach.

## Pożywienie
Nasiona, pędy, kłącza i owoce. Dietę uzupełnia bezkręgowcami, a nawet jaszczurkami.

## Rozród
Gatunek monogamiczny.
Gniazdo: Zagłębienie w ziemi wysłane trawą i liśćmi, zwykle dobrze ukryte.
Okres lęgowy: Cały rok. W Pakistanie głównie od marca do kwietnia.
Jaja: znosi 6–9 jaj.
Wysiaduje wyłącznie samica, przez 18–19 dni. Pisklętami opiekują się oboje rodzice.

## Status, zagrożenie i ochrona
Status według kryteriów Czerwonej księgi gatunków zagrożonych IUCN: gatunek najmniejszej troski (LC – least concern). Trend liczebności populacji uznaje się za stabilny.

## Znaczenie w kulturze człowieka
Ptak łowny.